# Gruffydd ap Rhys
Gruffydd ap Rhys (Gal·les, ? – 1137) va ser un príncep de Deheubarth.

## Biografia
Després de la mort del pare d'en Gruffydd Rhys ap Tewdwr en l'any 1093, Deheubarth va ser envaït pels normands, i Gruffydd va passar la seva infància i joventut a Irlanda. Va tornar de l'exili en l'any 1113, i després de diversos anys de voltar pel país pogué aplegar prou homes com per atacar diverses ciutats i castells normands el 1116 amb un cert èxit. En atacar Aberystwyth, però, fou vençut i el seu exèrcit es dispersà.
Gruffydd pactà amb el rei Enric I d'Anglaterra i aquest li permeté de regir una part del regne de son pare, el Cantref Mawr, per bé que hagué de patir pressions dels normands i el 1127 hagué de fugir a Irlanda per un temps.

### Rebel·lió
En l'any 1136 Gruffydd s'alià amb Owain Gwynedd i Cadwaladr, els fills de Gruffydd ap Cynan de Gwynedd, en una revolta contra la dominació normanda. Mentre el seu home era lluny de casa, la seva esposa Gwenllian reuní un exèrcit i atacà el castell normand de Kidwelly, però fou vençuda i morta. Mentrestant, els aliats Gruffydd, Owain i Cadwaladr obtingueren una victòria aclaparadora sobre els normands a la batalla de Crug Mawr, a prop d'Aberteifi, aquell mateix any.

### Mort i successió
En l'any 1137, el príncep Gruffydd obtingué altres victòries en la zona de Dyfed, però morí poc després en estranyes circumstàncies.
Gruffydd tingué quatre fills de Gwenllian ferch Gruffydd: Maredudd, Rhys, Morgan i Maelgwn. Ja havia tingut dos altres fills amb un matrimoni anterior, Anarawd i Cadell, i pel cap baix dues filles, Gwladus i Nest. El succeí el seu fill gran, Anarawd. Tres altres fills seus, Cadell, Maredydd i Rhys (més endavant conegut per Lord Rhys) regiren Deheubarth per torns.